# وسط سيغيسوارا التاريخي
وسَط سِيغيسوارا التَّاريخيّ (بالرومانية: Centrul istoric Sighişoara) هُو وسَط البَلدة التَّاريخيَّة سِيغيسوارا في مُحافظة موريش إِقليم تَرانسيلفانيا في جُمهُورِيّة رُومَانِيا. يعوِّد تأسيس وسَط سِيغيسوارا التَّاريخيّ أَو كمَا تلَقُّب لؤلؤة تَرانسيلفانيا ذات المَنازِلُ المُلوّنةٌ والمُشرِقةٌ لعَام 1191م على يد حرفييّن وتُجّار أَلمان يعرِفُون باسم ساكسوُن تَرانسيلفانيا. ولحِفَاظ البَلدة بصُورَةٌ نَمُوذجِيّة على خَصَائصُ مُدن القُرونٌ الوُسطى قرّرت لَجنة التُّرَاثُ العالَمِيّ التَابعة لمُنظّمة ٱلأُممِ المُتّحِدَة للتربية والعِلم والثّقافة، اليُونسكُو، إِدراج وسَط سِيغيسوارا التَّاريخيّ ضمِنَ قَائمة مَركز التُرَاث العالمِيّ عام 1999م للحِفاظ علِيّها لِلأَجيال القادِمة.

## اُنظُر أيضاً
- بَلدة سِيغيسوارا.
- مَوقِع تُراث عالَميّ.
- قَائمة مَوقِع التُّرَاثُ العالَمِيّ في أُورُوبَّا.

## وُصلات خارجيّة
- الصّفحة الرّسميّة لبَلدة سِيغيسوارا (باللُّغَةُ الرُّومانيّة).

## صور

وسَط البَلدة التَّاريخيَّة سِيغيسوارا
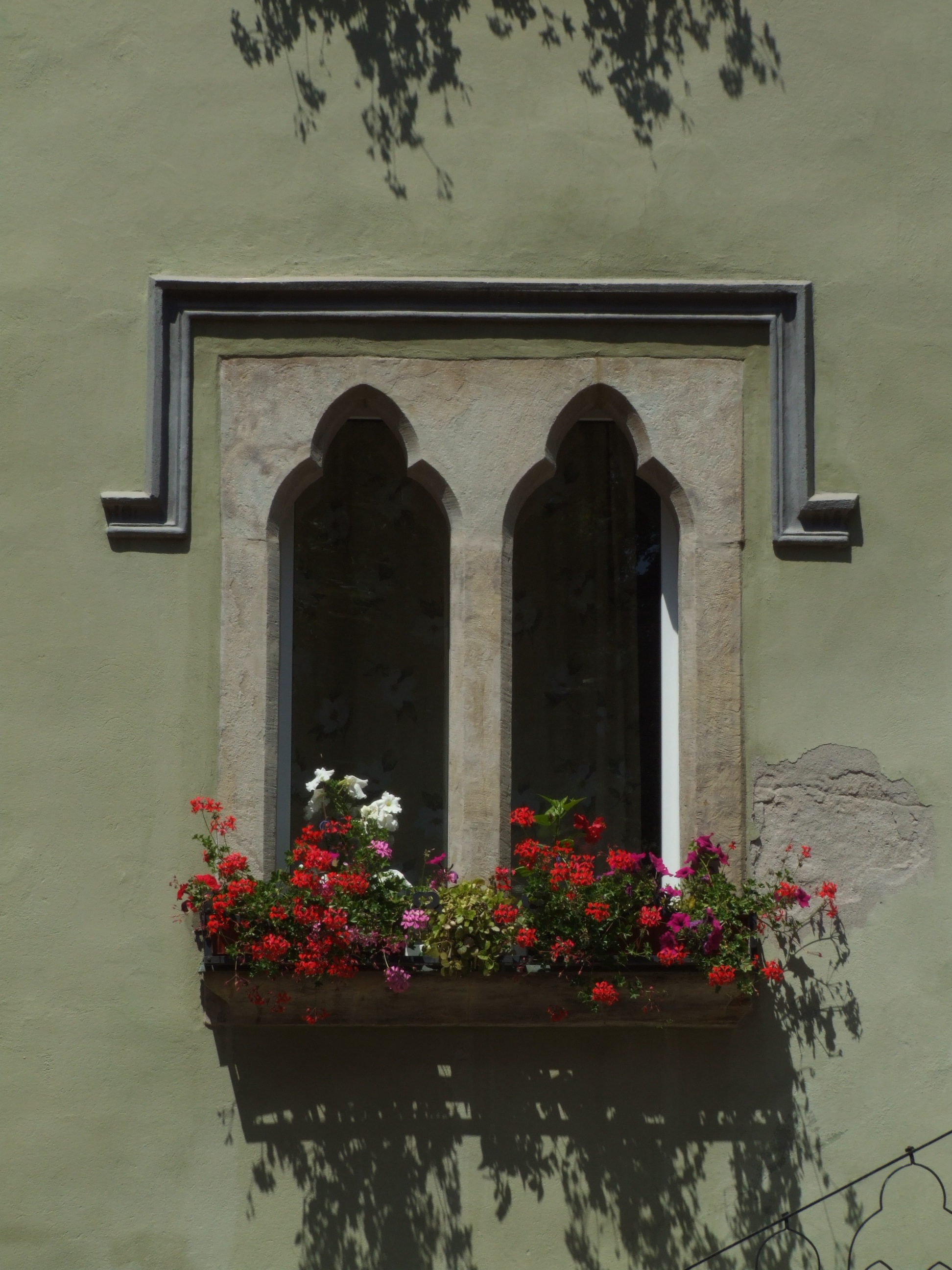
نافذة ثُنائِيُّة مُزَيَّنَةٌ بالزُهُور تشِي بجَمَال فُنُونٌ العِمَارَة في القُرونٌ الوُسْطى.
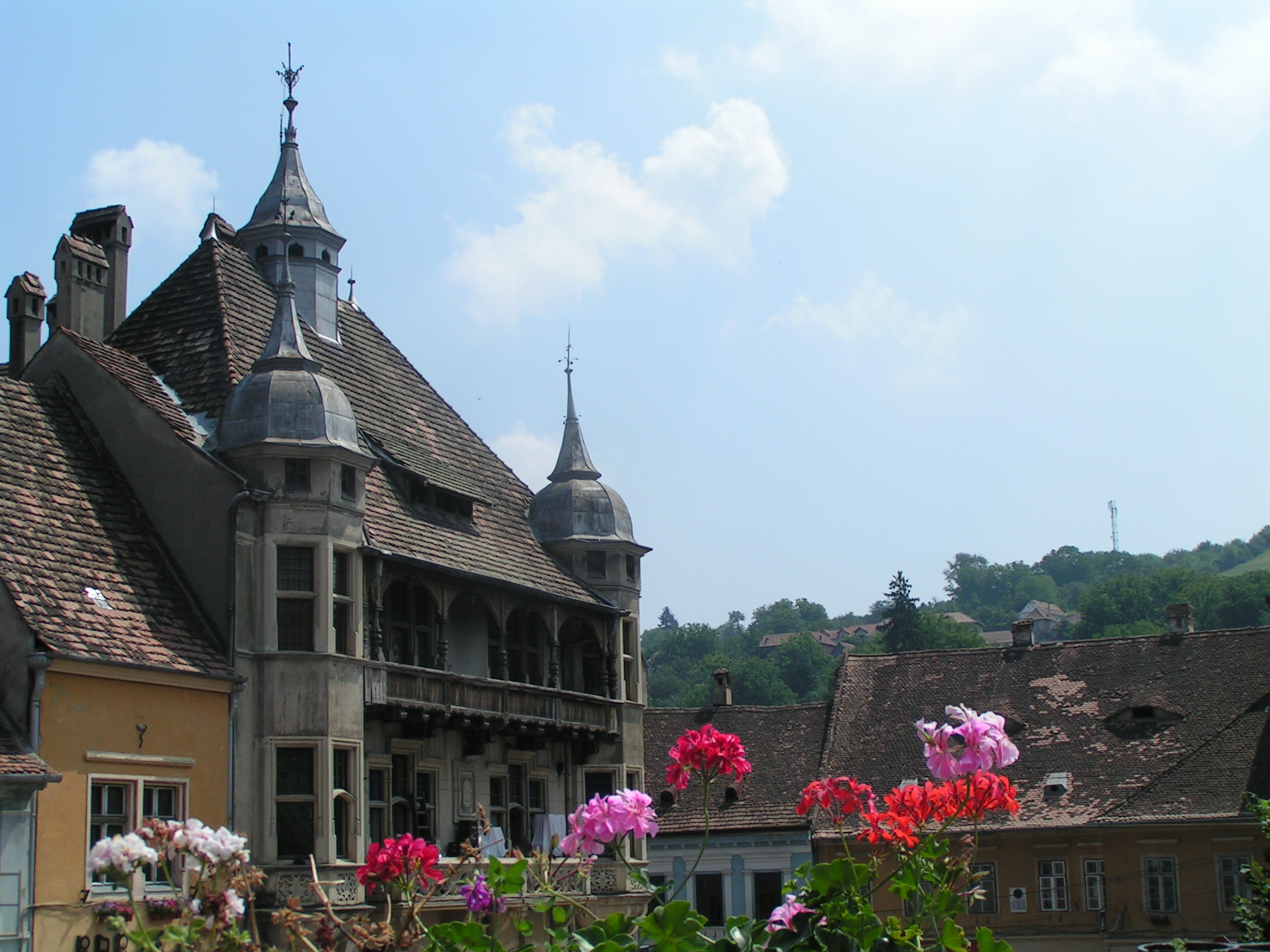
جَانِب من سَاحة البَلد.
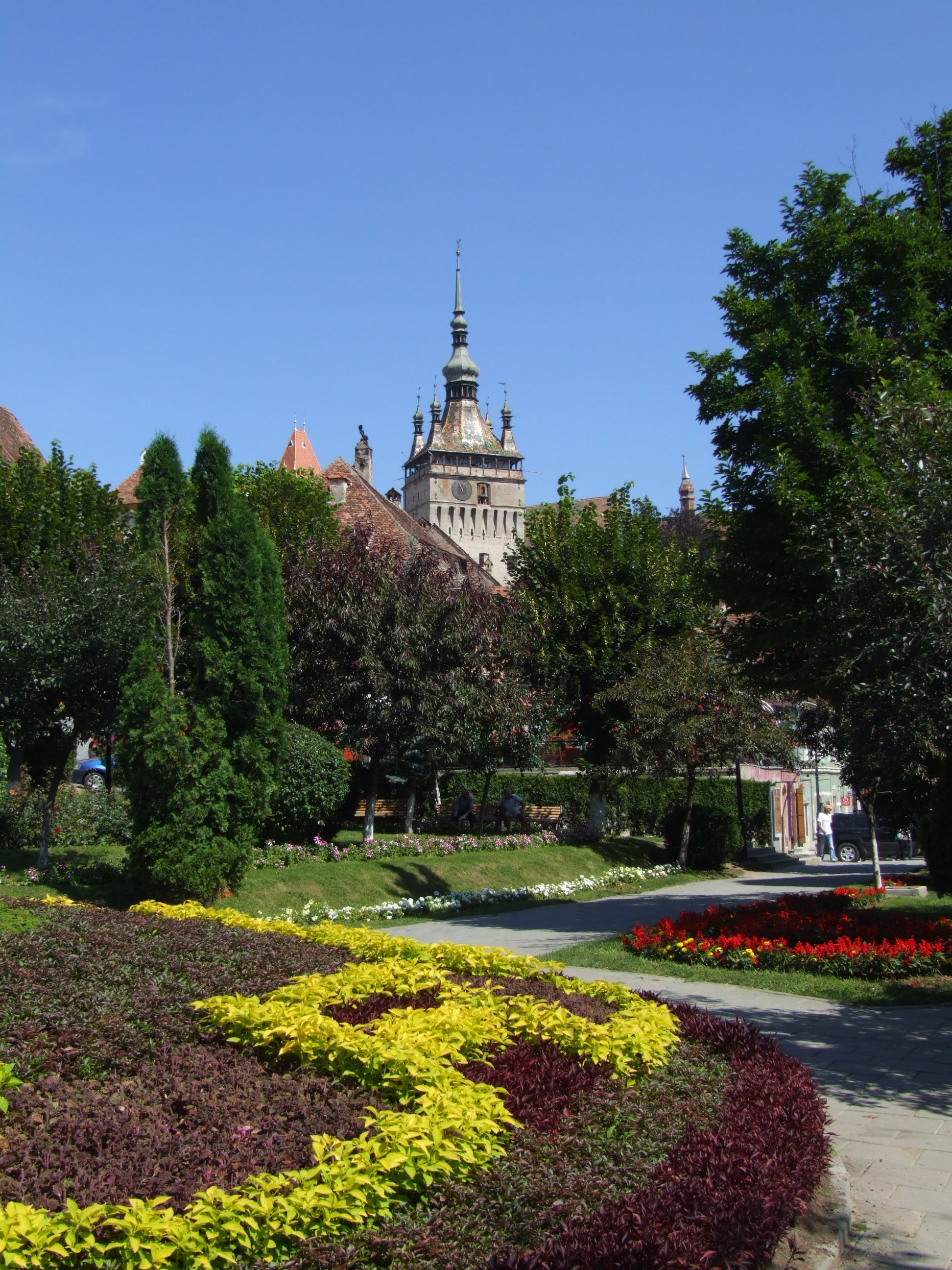
مَنظر بُرج السَّاعة من الحَديقَة العامّة.
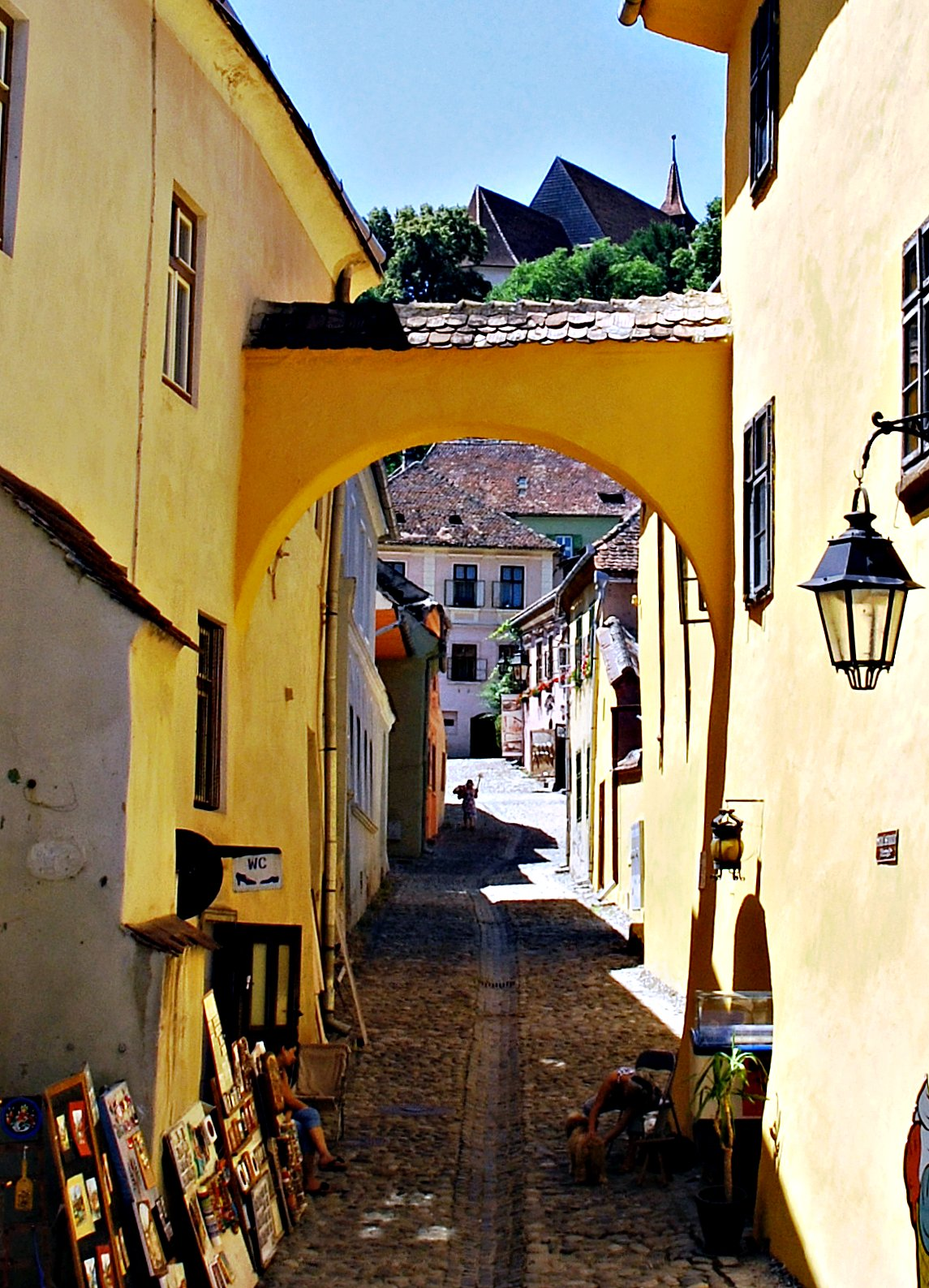
مَصابيحُ وتَذْكَارِات سِيغيسوارا في أحد الممرّات المُؤَدٍّية إِلَى سَاحة البَلدة التَّاريخيَّة.
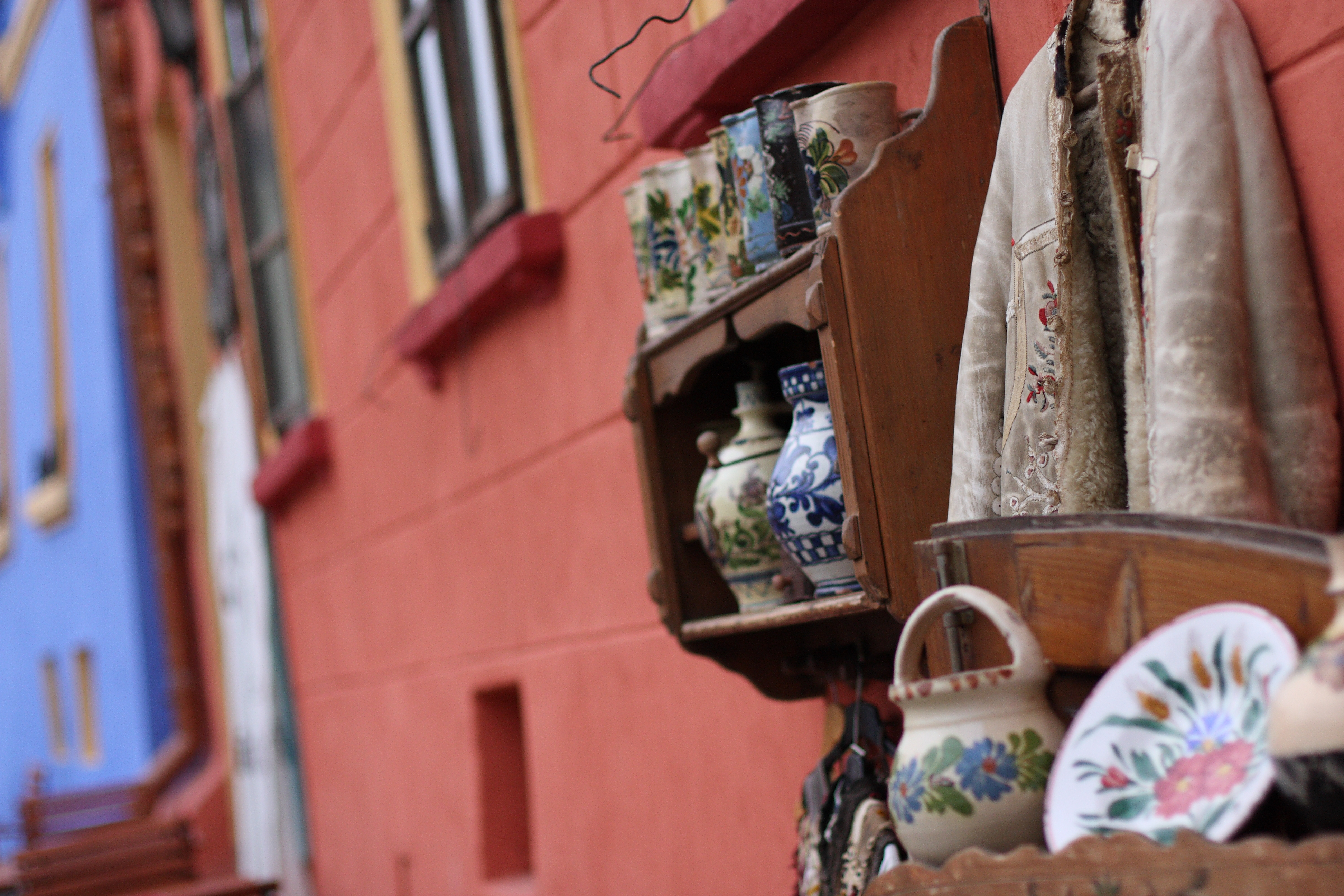
فُنُونٌ من الْخَزَفِ والمَلاَبِس في سَاحة البَلدة العَتِيقة.
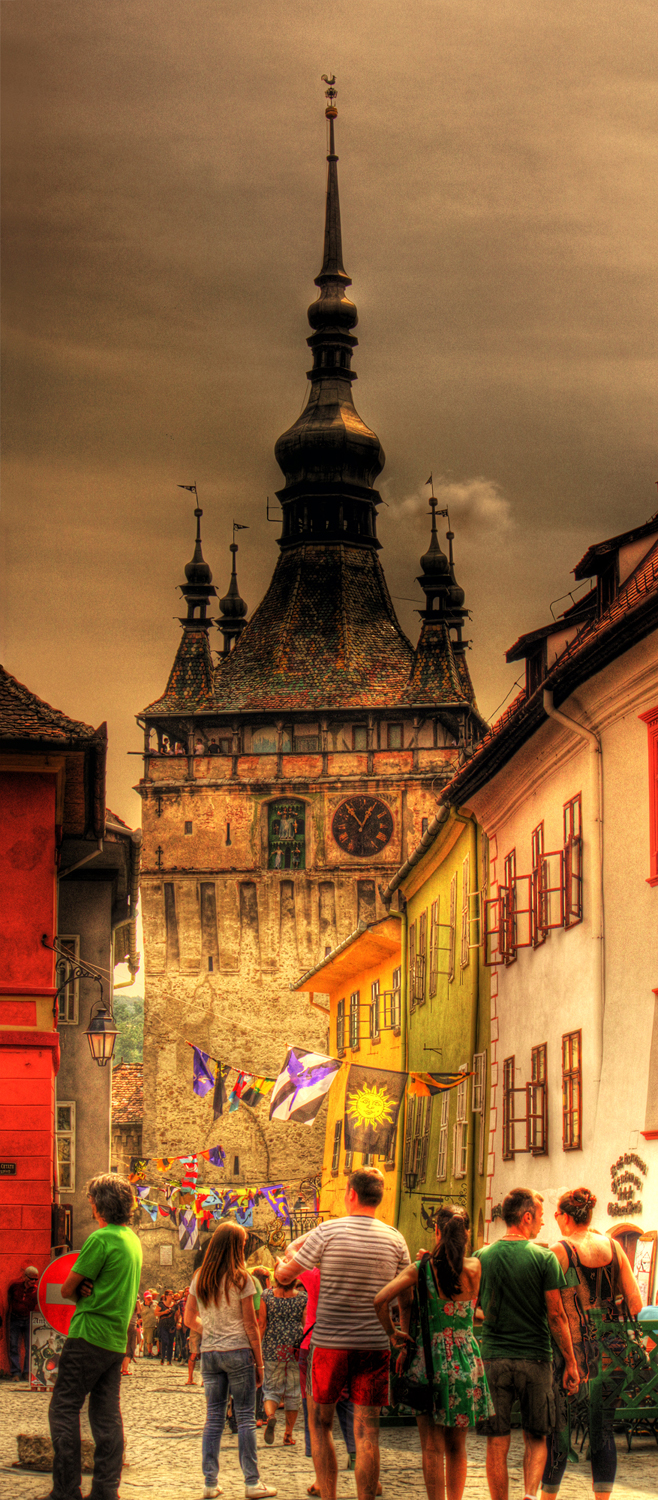
مَنظر لبُرج السَّاعة من سَاحة البَلدة.
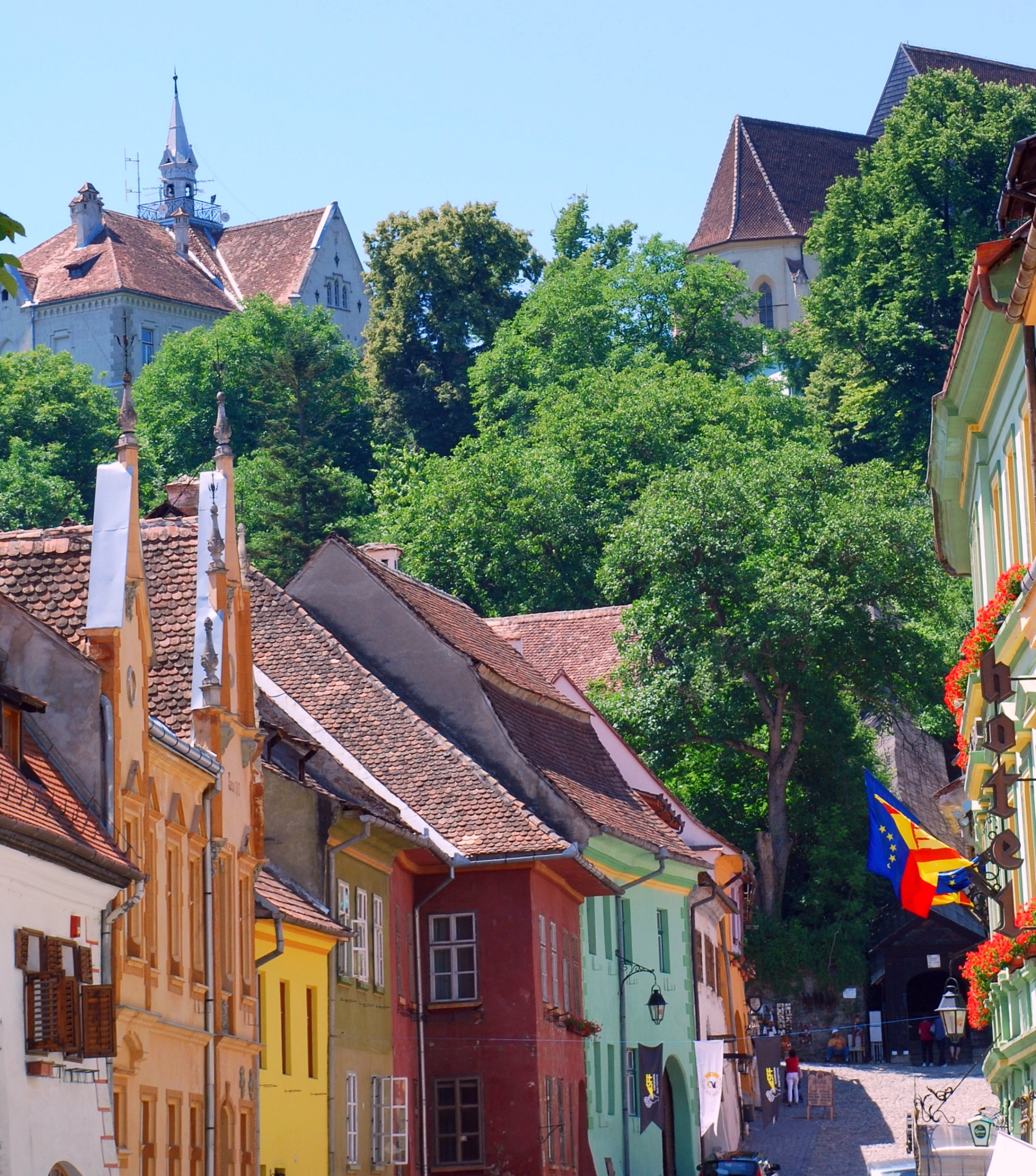
أحد الممرّات المُؤَدٍّية إِلَى سَاحة البَلدة.
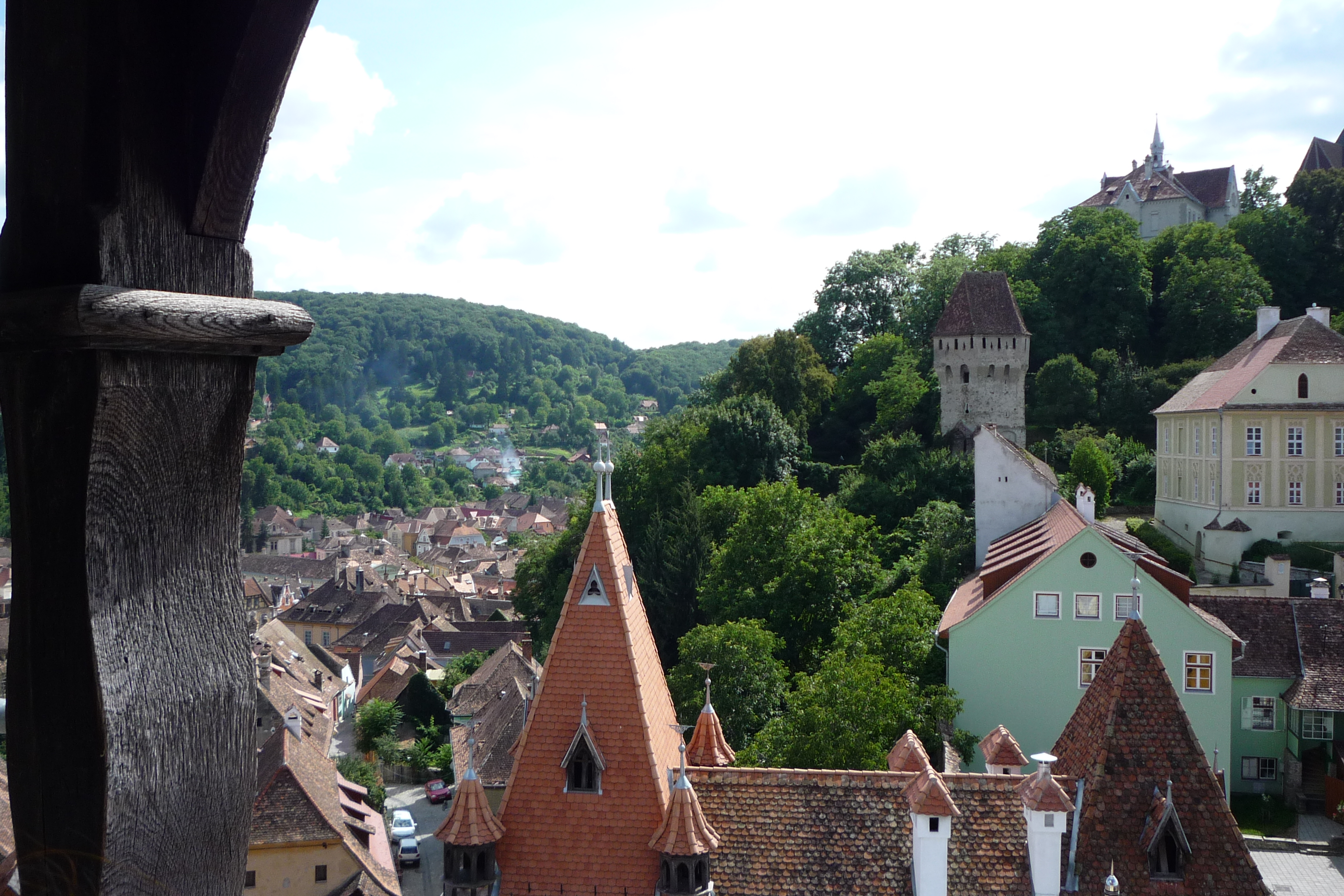
المَنظر من بُرج السَّاعة.

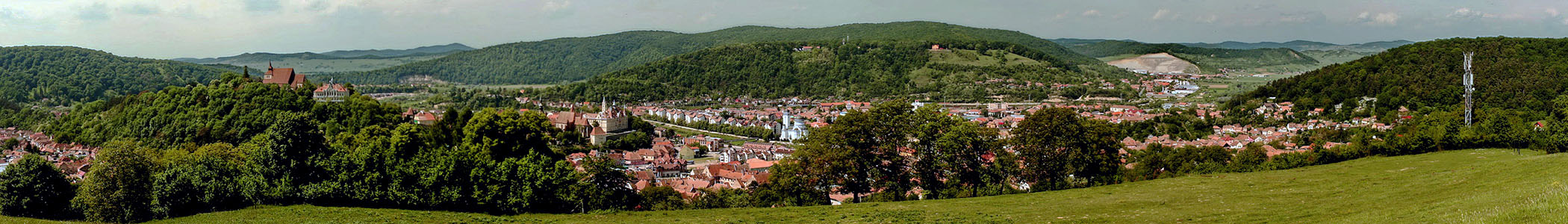
مَنظر عامّ لسِيغيسوارا.

## مَراجع
"وسَط سِيغيسوارا التَّاريخيّ". قَائمة مَركز التُرَاث العالمِيّ © ٱلأُممِ المُتّحِدَة. اُطُّلِع علَيه بِتَارِيخ 7 يُوليُو 2017.